# Mora (Portugal)
Mora is een gemeente in het Portugese district Évora.
De gemeente heeft een totale oppervlakte van 444 km² en telde 5788 inwoners in 2001.
Mora ligt in het dal van de rivier Sorraia op 58 meter hoogte en kent een klimaat met vochtige maar zachte winters en droge,  warme tot hete zomers met gemiddelde maxima in juli en augustus van 33 a 34 graden Celsius, wat lager is dan in het dal van de Guadiana (36-37 C). Niettemin worden hier met oostelijke winden bij aanvoer van lucht die zijn oorsprong in de Sahara kent zeer hoge waarden geregistreerd. Zo werd op 29 juni 2025 met 46,6 graden Celsius de hoogste juni-temperatuur ooit in Portugal, Iberie en waarschijnlijk Europa opgetekend. Door de steeds sterker wordende opwarming van de Aarde, die in Europa nog sneller gaat dan het wereldwijde gemiddelde, zien we op het Iberisch Schiereiland steeds vaker temperaturen van 45 graden Celsius of meer.

## Plaatsen in de gemeente
- Brotas
- Cabeção
- Mora
- Pavia